# こなゆき ふるり〜柚子原町カーリング部〜
『こなゆき ふるり〜柚子原町カーリング部〜』（こなゆきふるり）は、ブルームハンドルより2008年3月28日に発売されたアダルトゲーム作品。

## 概要
ブルームハンドルの第3弾である本作は、少し年上の女性との恋愛を主軸にしつつも、個性的なサブキャラクターをそろえたコメディ作品となっている。
2008年の夏コミで発売されたファンディスク『こなゆき ふるり〜柚子原町カーリング部〜 外伝 冴子の通い妻日記』は、本編の登場人物の中で人気が高かった冴子のルートの後日談となっている。
また、2010年には本編と『冴子の通い妻日記』をセットにした『こなゆき ふるり〜柚子原町カーリング部〜 ぷらす』が発売された。

## あらすじ

### 共通ルート
北国にある柚子原町に住む、主人公・星野哲弥は、スピードスケートの選手だったが、怪我による休止期間の間に仲間との差がついてしまい、復帰のめどが立たなかった。
同じころ、柚子原町は過疎化に悩んでおり、隣町にある、近頃人気急上昇中のカーリングチームとのカーリング対決で町おこしをするという計画が立てられており、スケートの経験のある哲弥がカーリングチームの監督として指名された。哲弥は指名を断ろうとするも、様々な裏取引を持ち掛けられ、渋々引き受けた。
翌日、小雪、朋美、麻美の3人が彼の元にチームメンバーとして来訪した。彼女たちは美人として評判だが、いずれもカーリングについては詳しくなかった。
柚子原町のカーリングチームは隣町にある菖蒲ヶ丘チームとの戦いに臨むも大敗を喫し、チームは解散し、町おこしは別のものになった。
その後、哲弥はメンバーらを説得し、さらには哲弥の同級生・冴子と学生会長・伊織を呼んで、公式戦に向けたチーム作りを進めた。

### 小雪ルート
小雪は、ジュニア全道一位をとるほどの名フィギュアスケーターだったが、けがのためフィギュアスケートを引退していた。
小雪は、哲弥らの協力の元、フィギュアスケートへの復帰に挑戦した。

### 冴子の通い妻日記
晴れて恋人同士となった哲弥と冴子。
だが、友人としての付き合いが長かったためか、二人は互いを意識しては照れることが少なくなかった。
それでも、二人は初めてのデートを楽しみ、幸せをかみしめることができた。
ある日、二人はいちゃついているところを哲弥の母・奈々に見つかったことがきっかけで、二人の関係は町中の知るところとなる。

## 登場人物

### メインキャラクター
星野 哲弥
声：なし
本作の主人公。
松島 小雪
声：未来羽
柚子原学園の3年生で、哲弥とは家が近所同士。かつてはジュニア全道一位をとるほどの名フィギュアスケーターだったが、けがのため、すでに現役から引退していた。共通ルートではカーリングチームに参加したもののやる気を出せずにいた。小雪ルートでは現役復帰のために奔走する。
よく他者の世話を焼く一方、素直になれずに怒ることが多い。
中原 麻美
声：遠見はるか
アルム牧場の経営者夫妻の娘。朴訥としており、必要最低限のことしか口にしない。
両親は既に他界しており、卒業後は一人で牧場を経営していた。麻美ルートでは牧場の経営改善に奔走する。
木之下 朋美
声：広森なずな
八百屋の看板娘で、哲弥の初恋の相手。チームメンバーの中では最も真面目に練習に参加する。
御堂 伊織
声：柚木かなめ
柚子原学園の学生会長。親が町会議員であるため、お嬢様を自称する。当初はウィンタースポーツ全般が不得意だったという理由でカーリングチームのメンバーとして指名されなかったことを恨み、カーリングチームに妨害しようとしては失敗することを繰り返していた。
カーリングチームが菖蒲ヶ丘チームに敗れた後、哲弥からチームへの参加を要請される。
吉岡 冴子
声：春奈有美
哲弥の同級生で、住んでいる隣町から通学している。地元のフィギュアスケートクラブの会員であると同時に女子フィギュアの選手でもあり、哲弥をスケートクラブへ戻そうとしては失敗している。
習志野 咲
声：芝原のぞみ
菖蒲ヶ丘チームのキャプテン。クールな美貌と毒舌から、近所では評判になっており、受け取ったラブレターをすぐに破り捨てることで知られている。

### サブキャラクター
滝澤 流石
声：太郎一郎
哲弥の同級生。筋肉質な体格とは裏腹に、かなりのアニメオタクで筋金入りの変態だが、現実の女性に対する嫌悪感を持っている。
野坂 鳴海
声：木林一蔵
哲弥の同級生。ナルシストかつフェミニストで、すべての女は自分に惚れていると思いつつも、自分しか愛せないという性格をしている。冴子とは同じクラブに所属しており、実力もあったが、練習をおろそかにした結果、クラブから除籍された過去を持つ。
星野 麟太郎
声：霧雨一海
哲弥の義父で、喫茶店「雪の妖精」のマスター。町おこしには積極的で、家族総出で哲弥の応援に行くこともある。オネエ言葉が特徴。
星野 奈々
声：五行なずな
星野麟太郎の妻で、哲弥の実母にあたる。
『冴子の通い妻日記』では、冴子を嫁として認めている。
星野 縁
声：和泉あやか
奈々の息子で、哲弥の異父弟にあたる。個性の強い両親に苦労させられることもある。また、小学4年生ながらも少女と見まがうほどの美貌を誇り、流石に女装させられそうになることが多い。

## 主題歌
オープニングテーマ「Vision〜雪の季節〜」
作詞 - 絵莉 / 作曲・編曲 - 濱田智之 / 歌 - 芝原のぞみ
エンディングテーマ「Snow Jewelry」
作詞 - 葉月みこ / 作曲・編曲 - 濱田智之 / 歌 - 柚木かなめ

## ファンディスク
- こなゆき ふるり〜柚子原町カーリング部〜 ぷらす（2010年）

## 関連商品
- こなゆき ふるり〜柚子原町カーリング部〜 サウンドトラック（2008年5月23日）

## 反響
冴子の人気が高く、2008年には『こなゆき ふるり〜柚子原町カーリング部〜 外伝 冴子の通い妻日記』というスピンオフが作られた。

### 評価
天城螢はレビューサイト・Mediaclipに寄せた記事の中で、『秋のうららの～あかね色商店街～』同様、主人公らを支える周囲の人々の描き方が丁寧だと評し、「ストーリーの質が高いおかげで『秋のうららの～あかね色商店街～』よりもCGの枚数が少ないことに気付かないほどだった」と述べた。